# Bob Dwyer
Robert Stewart Dwyer (Sídney, 29 de noviembre de 1940) es un exjugador y exentrenador australiano de rugby que se desempeñaba como segunda línea.
Desde 2011 es miembro del Salón de la Fama de la World Rugby.

## Carrera
Debutó en la primera de Randwick en 1960 con 19 años y desarrolló toda su carrera en ellos hasta su retiro en 1977 con 37 años.
Fue convocado a los Wallabies y representó a su país en cinco partidos.

## Entrenador
Comenzó como entrenador luego de su retiro al frente de su club Randwick en 1978, estuvo con ellos hasta 1988. En 1995 al dejar de dirigir a los Wallabies y con la apertura del profesionalismo, fue contratado por el Racing Métro 92 del Top 14 por una temporada.
Acabado su contrato con el club francés fichó con los Leicester Tigers de la Premiership inglesa por dos años, ganó la Anglo-Welsh Cup en su primera temporada. Al finalizar el contrato se le ofreció seguir pero ya había arreglado con el Bristol Rugby por dos temporadas.
Finalmente fue contratado por los Waratahs, una de las franquicias australianas del Super Rugby, por un año. Se retiró de la actividad al finalizar el contrato.

### Entrenador de Australia
En 1988 se le ofreció el cargo de entrenador de los Wallabies, aceptó el cargo y dirigió a la selección de su país hasta el Mundial de Sudáfrica 1995.

## Participaciones en Copas del Mundo
| Mundial                       | Sede       | Equipo    | Resultado        | PJ | PG | PE | PP | Pts + | Pts - |
| ----------------------------- | ---------- | --------- | ---------------- | -- | -- | -- | -- | ----- | ----- |
| Copa Mundial de Rugby de 1991 | Inglaterra | Australia | Campeón          | 6  | 6  | 0  | 0  | 126   | 55    |
| Copa Mundial de Rugby de 1995 | Sudáfrica  | Australia | Cuartos de final | 4  | 2  | 0  | 2  | 109   | 66    |

## Palmarés
- Campeón de la Anglo-Welsh Cup de 1996-97.
- Campeón de la Copa Bledisloe de 1992 y 1994.